# Wolfgang von Websky
Wolfgang von Websky (* 29. September 1895 in Berlin; † 12. März 1992 in Wangen im Allgäu) war ein deutscher Maler.

## Leben

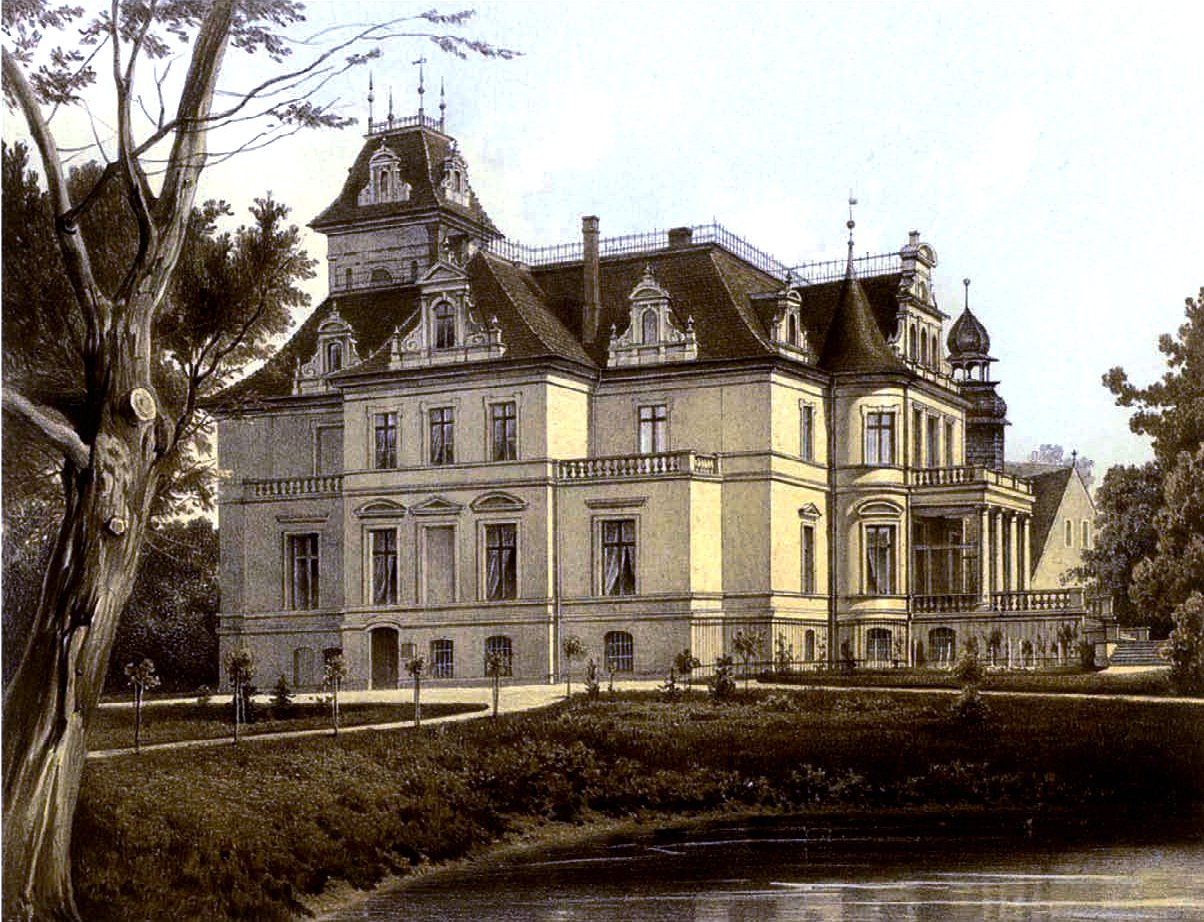
Rittergut Schwengfeld um 1881/83, Sammlung Alexander Duncker

Wolfgang war der Sohn des preußischen Offiziers und Gutsbesitzers im schlesischen Schwengfeld Egmont von Websky (* 1864; † 1916), zuletzt Oberst a. D., und dessen Ehefrau Olga, geborene Gräfin von Moltke-Hvitfeldt (* 1870). Wolfgang hatte mehrere Geschwister, sie wohnten alle mit ihren Familien in den 1930er Jahren in Schwengfeld.
Websky besuchte das Gymnasium in Schweidnitz in Schlesien, in der Nähe des elterlichen Wohnsitzes auf Gut Schwengfeld. Schon in der Schule entdeckte er seine Leidenschaft für die Malerei. Unmittelbar nach dem Abitur nahm er am Ersten Weltkrieg teil und wurde schwer verwundet. Seiner künstlerischen Neigung folgend widmete er sich der Ausbildung als Maler an den Hochschulen in Breslau und Berlin und unternahm Reisen nach Italien und Frankreich. Dort erhielt er wichtige künstlerische Impulse.
Wolfgang von Websky heiratete 1930 in Obernigk Wita von Nimptsch (* 1901), sie stammte aus der 1793 in Preußen nobilitierten, in Form einer Adelsanerkennung, briefadeligen Familie von Nimptsch, deren Wappen aber das der uradeligen Familie von Nimptsch entspricht. Witas Vater war der kgl. preuß. Major Hermann von Nimptsch (* 1851), die Mutter Ottilie von Kusserow (* 1870). Wita und Wolfgang von Websky selbst hatten zwei Kinder, Sohn Nikolaus Justus (* 1932), und die Tochter Angelika Margarethe (* 1934), beide in Schweidnitz geboren. 1939 wurde Wolfgang von Websky als Reserveoffizier eingezogen. Der Zweite Weltkrieg endete für ihn erst 1950 nach fünf Jahren sowjetischer Kriegsgefangenschaft. Aus der näheren Verwandtschaft blieben zwei Webskys aus der Linie Karlsdorf-Weinberg, die ursprünglich auch aus Schwengfeld sind, im Krieg, die Brüder Major Peter von Websky und Hauptmann Viktor von Websky.

## Künstlerische Arbeit
Um das Werk von Websky zu verstehen, muss man sich die politischen Umwälzungen, Brüche und Verluste der jüngsten deutschen Vergangenheit vergegenwärtigen. Wolfgang von Websky wuchs in einer Offiziersfamilie mit Großgrundbesitz im preußischen Schlesien auf. 1945 hatte er bis auf seine Familie alles verloren: Besitz, Heimat, künstlerisches Werk, Preußen als geistig-politischen Grund, Breslau und Berlin als seine künstlerischen Zentren. Nach der Entlassung aus der Kriegsgefangenschaft begann er in Wangen im Allgäu mit 57 Jahren kompromisslos ein „zweites Leben“ als freischaffender Künstler. Den um ihn herum rastlos einsetzenden wirtschaftlichen Aufstieg der Bundesrepublik Deutschland ließ er ebenso an sich vorbeiziehen, wie die hektisch wechselnden Moden des Kunstbetriebes, der wesentlich von der gegenstandslosen Malerei beherrscht wurde. Das bewusste Festhalten an Gestalt, Farbe und Form, an einer ästhetischen Grundhaltung war bei ihm nicht nur konservative Tradition, sondern auch Bekenntnis und Opposition gegen die ihm fremd und seelenlos erscheinende Welt der abstrakten Kunst. Besondere Bedeutung in seinem Werk erlangte das Porträt, wobei er intensiv auf die jeweils dargestellten Menschen einging.
Die Stadt Wangen im Allgäu erwarb 1995 eine repräsentative Auswahl seines Schaffens. Diese Sammlung ist jetzt ständiger Bestandteil des ehemaligen Landratsamtes am historischen Marktplatz, dem restaurierten und der Öffentlichkeit zugänglichen „Hinderofenhaus“, in dem sich die Stadtverwaltung befindet.

## Genealogie
- Gothaisches Genealogisches Taschenbuch der Adeligen Häuser. Zugleich Adelsmatrikel der D.A.G. Teil B (Briefadel). 1942. 34. Jahrgang, Justus Perthes, Gotha 1906, S. 561 f.
- Walter von Hueck, Friedrich Wilhelm Euler, u. a.: Genealogisches Handbuch der Adeligen Häuser. B (Briefadel). 1974. Band XI, Band 57 der Gesamtreihe GHdA, Hrsg. Deutsches Adelsarchiv, C. A. Starke, Limburg an der Lahn 1974.; ff. Ausgabe 2006.